# Lu Bin
Lu Bin, född 19 maj 1987, är en friidrottare från Kina. Han deltog vid olympiska sommarspelen 2008.